# 11098 Ginsberg
11098 Ginsberg este un asteroid din centura principală de asteroizi.

## Descriere
11098 Ginsberg este un asteroid din centura principală de asteroizi. A fost descoperit pe 2 aprilie 1995 la Kitt Peak National Observatory în cadrul proiectului Spacewatch. Asteroidul prezintă o orbită caracterizată de o semiaxă mare de 2,71 ua, o excentricitate de 0,04 și o înclinație de 3,9° în raport cu ecliptica.